# Олимпийский комитет Грузии
Национальный олимпийский комитет Грузии (груз. საქართველოს ეროვნული ოლიმპიური კომიტეტი) — организация, представляющая Грузию в международном олимпийском движении. Основан в 1989 году; зарегистрирован в МОК в 1993 году.
Штаб-квартира расположена в Тбилиси. Является членом МОК, ЕОК и других международных спортивных организаций. Осуществляет деятельность по развитию спорта в Грузии.

## История

### Основание
| Президент НОК           | Период    |
| ----------------------- | --------- |
| Нона Гаприндашвили      | 1989—1996 |
| Джансуг Багратиони      | 1996—2004 |
| Бадри Патаркацишвили    | 2004—2007 |
| Георгий Топадзе (и. о.) | 2007—2008 |
| Гия Нацвлишвили         | 2008—2012 |
| Лери Хабелов            | 2012—ныне |

В период демократизации советского общества во второй половине 80-х идея суверенизации советских республик затронула и спортивную жизнь в них. Вскоре после летних Олимпийских игр 1988 года в Сеуле о воссоздании своих олимпийских комитетов объявили Латвия, Литва и Эстония. 6 октября 1989 года на учредительной конференции, состоявшейся в Тбилиси во Дворце шахмат, было объявлено о создании грузинского национального комитета. На конференции присутствовали 377 делегатов, единогласно поддержавших резолюцию о создании НОК, его структуре и уставе. Заявленной целью НОК было объявлено содействие развитию, продвижению и защите олимпийского движения и спорта на территории Грузии в соответствии с Олимпийской хартией. Кроме того, ещё одной целью создания НОК было представление Грузии на Олимпийских играх и других международных соревнованиях в качестве независимой страны. Первым президентом НОК была избрана международно известная шахматистка Нона Гаприндашвили. Вице-президентами стали Виктор Санеев, Тенгиз Гачечиладзе и Паата Нацвлишвили, а генеральным секретарём — Давид Кинцурашвили.
Подобные национальные движения создавали угрозу целостности физкультурно-спортивного движения СССР, поэтому было принято решение трансформировать НОК СССР в некую конфедерацию республиканских НОКов, в которой решения принимались бы большинством голосов. В результате был создан Всероссийский олимпийский комитет (ВОК). На учредительном съезде, состоявшемся в конференц-зале гостиницы «Спорт», председателем ВОК делегаты избрали олимпийского чемпиона 1972 года по прыжкам в воду Владимира Васина. Задачей ВОК было сохранение единства олимпийского движения в стране и недопущение его дробления на сепаратные течения. После распада СССР в 1991 году ВОК занялся организацией участия спортсменов бывших советских республик в летних Олимпийских играх 1992 года в Барселоне.
Незадолго до проведения ОИ, 9 марта 1992 года, МОК согласился на предварительное и условное признание НОК Грузии. На 99-й сессии МОК, состоявшейся 23 сентября 1993 года в Монако, НОК Грузии был признан полномочным представителем своей страны в международном олимпийском движении. В том же году НОК был признан европейскими олимпийскими комитетами и Ассоциацией национальных Олимпийских комитетов. Между НОК Грузии и рядом зарубежных НОК и организаций были заключены двусторонние соглашения о сотрудничестве. Кроме того, НОК взял под свой контроль 12 региональных организаций, Грузинскую Олимпийскую академию, Ассоциацию олимпийцев Грузии и Олимпийский музей.

### Под управлением Патаркацишвили
В 1996 году президентом НОК стал депутат грузинского парламента и известный спортивный функционер Джансуг Багратиони, занимавший этот пост до 2004 года. В 2004 году 66-летний Багратиони подал в отставку в связи с «ухудшением состояния здоровья». На пост нового главы НОК претендовало четверо человек, среди которых наиболее известными были российский бизнесмен грузинского происхождения Бадри Патаркацишвили, который к тому времени был объявлен российскими правоохранительными органами в розыск по обвинению в мошенничестве (из-за чего ему пришлось вернуться в Грузию, а в 2002 году он принял грузинское гражданство), и президент Федерации академической гребли Грузии Бежан Хуцидзе. Кандидатуру Патаркацишвили активно поддерживали президент страны Михаил Саакашвили и премьер-министр Зураб Жвания. Как сообщали СМИ, это объяснялось тем, что после своего возвращения в Грузию в 2000 году Патаркацишвили сначала приобрел футбольный и баскетбольный клубы «Динамо» (Тбилиси) и тем самым спас их от банкротства. В 2002 году он создал Олимпийский фонд Грузии, внеся в него около $5 млн. Кроме того, Патаркацишвили практически полностью профинансировал подготовку всех 33 грузинских спортсменов к Олимпийским играм в Афинах, а олимпийским чемпионам тяжеловесу Георгию Асанидзе и дзюдоисту Зурабу Звиадаури выплатил по $250 тыс..
Перед самыми выборами все трое соперников Патаркацишвили сняли свою кандидатуры с выборов, в ответ на что Патаркацишвили публично «высказал недовольство по этому поводу», поскольку он якобы «просил своих соперников участвовать в выборах», чтобы выборы были «демократичными». На состоявшихся 17 декабря 2004 года выборах победу одержал единственный претендент — Патаркацишвили.
Весной 2006 года Патаркацишвили открыто выступил с критикой в адрес грузинских властей, обвинив их в нарушении политических прав граждан и давлении на бизнес. В ответ представители правящей на тот момент партии «Единое национальное движение» назвали его «тайным лидером оппозиции» и обвинили его в том, что свой капитал он получил преступным путём, после чего Патаркацишвили уехал в Лондон. В начале марта 2007 года он заявил, что «не намерен более заниматься в Грузии бизнесом и политической деятельностью». В сентябре того же года разгорелся очередной скандал: экс-министр обороны Ираклий Окруашвили обвинил президента страны Михаил Саакашвили в попытке устранить Патаркацишвили. Несмотря на то, что Окруашвили впоследствии признал, что не располагает доказательствами своих слов, ряд грузинских политиков выступил с предложением снять предпринимателя с поста главы олимпийского комитета, сочтя это провокацией со стороны Патаркацишвили. Так, например, член олимпийского комитета Каха Гецадзе, который возглавлял на тот момент грузинскую федерацию борьбы, на заседании парламента заявил, что «его коллеги не доверяют нынешнему президенту НОК», поскольку тот «слишком включен в политические процессы и не может уделять внимание спорту».
9 октября 2007 года исполком НОК собрался на срочное заседание, на котором якобы «обсуждалась возможность смены руководства комитета». По окончании совещания было объявлено, что Патаркацишвили временно отстранён от должности президента НОК Грузии, а его обязанности будет выполнять вице-президент комитета Гоги Топадзе. Окончательно вопрос о смене руководства планировалось решить на чрезвычайной сессии НОК 29 октября. На следующий день представитель юридической службы Олимпийского комитета Грузии Имеда Хуцишвили объявил проведённое заседание «незаконным». Основанием для этого, по его словам, стало нарушение процедуры голосования, так как на прошедшем заседании из 38 членов присутствовали всего 19 человек, в том числе президент Федерации водных видов спорта Гия Удесиани, который оставил исполком в мае текущего года и «не имел права голоса». Единственным членом исполкома, выступившим против подобного решения, стала Нона Гаприндашвили, заявившая, что «министр и глава департамента спорта осуществляли давление на членов исполкома». Кроме того, Хабелов также утверждал, что «решение было принято под давлением, а члены исполкома — генеральный секретарь и действующий вице-президент, не знали о заседании».
Должность вице-президента занял чемпион Олимпиады-1992 по вольной борьбе, пятикратный чемпион мира и трехкратный чемпион Европы Лери Хабелов. Из-за его поддержки Патаркацишвили, участвовавшего в президентских выборах в Грузии, у Хабелова начались проблемы с властями страны. В дальнейшем он открыто осудил действия Грузии в ходе августовской войны 2008 года, из-за чего ему вскоре пришлось переехать из Грузии во Владикавказ. 31 октября 2008 года Президентом НОК был избран Георгий Нацвлишвили, бывший глава Кахетии. В ходе парламентских выборов в Грузии в 2012 году Хабелов был избран в парламент Грузии по списку «Грузинской мечты». 20 декабря того же года он был избран президентом НОК Грузии.